# Ottilie Liebl
Ottilie Liebl (* 14. November 1921 in Steyr, Oberösterreich; † 7. Februar 2000 in Garsten, Oberösterreich) war eine österreichische Politikerin (ÖVP).

## Leben
Nach dem Besuch der Pflichtschulen und des Gymnasiums besuchte Ottilie Liebl eine gewerbliche Berufsschule. Danach verdiente sie sich als Sekretärin ihren Lebensunterhalt.
Ihre politische Karriere begann 1961, als sie in den Gemeinderat von Steyr einzog. Nach sechs Jahren erfolgte 1967 die Vereidigung als Abgeordnete zum Oberösterreichischen Landtag. Zuletzt ging sie im November 1973 nach Wien, wo sie Mitglied des Bundesrats wurde. Diesem gehörte Ottilie Liebl bis Oktober 1979 an.